# 勒特龙凯 (厄尔省)
勒特龙凯（法語：Le Tronquay，法語：[lə tʁɔ̃kɛ] ⓘ）是法国厄尔省的一个市镇，属于莱桑德利区。

## 地理
勒特龙凯（49°25'34"N, 1°28'43"E）面积19.06 平方千米，位于法国诺曼底大区厄尔省，该省份为法国北部内陆省份，北起滨海塞纳省，西接奧恩省和卡爾瓦多斯省，南至厄尔-卢瓦省，东临瓦兹省、瓦兹河谷省和伊夫林省。
与勒特龙凯接壤的市镇（或旧市镇、城区）包括：拉艾、昂代勒河畔克鲁瓦西、拉弗伊、里昂斯拉福雷。

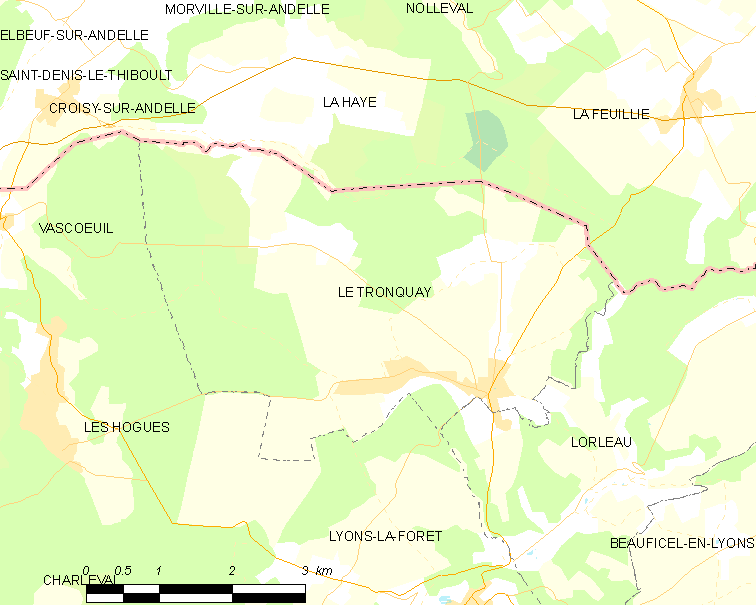
的OSM定位图

勒特龙凯的时区为UTC+01:00、UTC+02:00（夏令时）。

## 行政
勒特龙凯的邮政编码为27480，INSEE市镇编码为27664。

## 政治
勒特龙凯所属的省级选区为昂代勒河畔罗米伊县。

## 人口

1962-2008年间人口变化图示

勒特龙凯于2022年1月1日时的人口数量为525人。